# Ноланд, Кеннет
Кеннет Ноланд (англ. Kenneth Noland; 1924, Ашвилл, штат Северная Каролина — 2010, Порт-Клайд, штат Мэн, США) — один из крупнейших современных американских художников, представитель направлений абстрактный экспрессионизм и живопись цветового поля.

## Жизнь и творчество
Будущий художник изучает искусство сперва в 1946—1948 годах в колледже Блэк Маунтин в Ашвилле, где среди его учителей были Йозеф Альберс и Илья Болотовский. Профессор И. Болотовский впервые познакомил К. Ноланда с творчеством Пита Мондриана. После окончания колледжа Ноланд едет в Париж, где занимается у Осипа Цадкина. В 1949 году он приезжает в Вашингтон, здесь преподаёт в Католическом университете и в Институте современного искусства. В 1952 году Ноланд знакомится с художником Морисом Луисом, с которым затем был дружен. В 1953 году Луис и Ноланд посещают нью-йоркское ателье художницы Элен Франкенталер, знакомство с которой сыграло определяющую роль в творчестве К. Ноланда. В 1961 году он переезжает в Нью-Йорк.
Манера живописи художника сформировалась под воздействием разработанной Э. Франкенталер художественной техники, при которой рисунок делается на негрунтованном полотне акриловой краской. При этом ткань впитывает краску, создавая на поверхности эффект «объёмности» изображения. В дальнейшем Ноландом и другими мастерами была разработана на этой основе так называемая живопись фигурного холста (Shaped Canvas). Мотивом для своих картин Ноланд брал геометрические фигуры, зачастую в форме цветных кругов или колец.
Кеннет Ноланд в своей статье 2004 года "More On Mainstream Modernist Painting and The New New" - "Более подробно о мейнстриме в живописи модернистской и новой новой" - здесь излагая своё виденье истории живописи периода 1980-90-х годов, предлагает список наиболее интересных новых новых художников абстракционистов: Bill Kort, Dan Christensen, Gorden Terry, James Hendricks, James Walsh, Jean Miotte, Lauren Olitski, Mark Raush, Neil Marshall, Pat Lipsky, David Reed, Clay Ellis, Giuseppe Albi, Declan O’Mahoney, Walter Darby Bannard, Jules Olitski, Ann Walsh, Darryl Hughto, Susan Roth, Peter Bradley, Robert Scott, Sandi Sloan, John Hoyland, John MacLean, John Griefen, Jill Nathenson, Larry Zox, Molly Morris, Stephen Achimore, Scott Bennet, Ronnie Landfield, Sheila Gehrling, Harold Feist, Frank Bowling, Francine Tint, Terry Keller, Doug Haynes, Jeremy Down, Kikuo Saito, Jiri Malik, Randi Bloom, Michael Williams, Paula DeLuccia, Joseph Marioni, Morris Louis, Jules Olitski, Helen Frankenthaler, Friedel Dzubas, Jack Bush.
Кеннет Ноланд скончался от рака почки в своём доме в штате Мэн 5 января 2010 года.

## Избранные выставки
- 1957 — галерея Тибор де Надь, Нью-Йорк
- 1964 — Венецианская биеннале
- 1965 — Галерея современного искусства, Вашингтон; Еврейский музей, Нью-Йорк
- 1968 — документа 4, Кассель
- 1977 — Музей современного искусства Соломона Гуггенхайма, Нью-Йорк